# Jiří Kosta
Jiří Kosta, eigentlich Heinrich Georg Kohn, (geboren 2. Oktober 1921 in Prag, Tschechoslowakei; gestorben 15. Februar 2015 in Bad Homburg vor der Höhe) war ein deutsch-tschechischer Wirtschaftswissenschaftler und Hochschullehrer.

## Leben
Kosta wurde als Heinrich Georg Kohn geboren und verwendete neben den tschechischen auch weiter seine beiden deutschen Vornamen. Er wuchs als Sohn des Lehrers und Übersetzers Oskar Kosta in Prag auf, der seinen Nachnamen Kohn 1936 in Kosta änderte und 1939 emigrierte, während sein Sohn, der nach der Trennung der Eltern 1935 beim Vater lebte, in der Tschechoslowakei blieb. Er besuchte ab Herbst 1931 das deutsche Stephansgymnasium in Prag, wechselte im Herbst 1938 wegen der zunehmend antijüdischen Stimmung in der deutschen Bevölkerung der Tschechoslowakei auf das tschechische Athenäum-Gymnasium, wo er im Juni 1939, also nach der Zerschlagung der Tschechoslowakei, das Abitur ablegte. Ein beabsichtigtes Studium der Volkswirtschaftslehre scheiterte an der von den NS-Behörden verfügten Schließung aller tschechischen Hochschulen im November 1939. Wegen seiner jüdischen Abstammung wurde er 1941/42 zu einem „Aufbaukommando“ im Ghetto Theresienstadt befohlen, 1942/43 arbeitete er als Häftling in Dubí im Kohlerevier von Kladno. 1943 wieder nach Theresienstadt zurückbeordert, kam Kosta am 28. Oktober 1944 mit dem letzten „Osttransport“ in das KZ Auschwitz. Nach Hungermärschen wurde er am 20. Januar 1945 von sowjetischen Truppen befreit.
Nach vorzeitiger Absolvierung der Prager Handelshochschule im Sommer 1947 erhielt Kosta Ende des Jahres einen Posten in der Direktion der Luftfahrtgesellschaft ČSA, 1948 wurde er Leiter der Abteilung für tschechoslowakisch-sowjetische Handelsbeziehungen. Nach der Verhaftung seines Vaters und seiner Mutter wurde ihm im Frühjahr 1950 gekündigt. Er lernte Helena Kohoutová kennen, und sie heirateten am 9. Juni 1951. Kosta musste sich in einem Flugzeugwerk als angelernter Dreher „in der Produktion bewähren“. Ab September 1956 unterrichtete er an einer Ingenieurschule Betriebs- und Volkswirtschaft. Im Dezember 1962 trat er in das Team von Ota Šik an der Akademie der Wissenschaften ein, das sich mit der Reform des überkommenen Planungssystems konzeptionell und inhaltlich befasste. Er erwarb 1966 in Prag den Doktorgrad CSc(=PhD) und wurde später an der Universität Bremen 1973 zum Dr. rer. pol. promoviert.
Nach dem gewaltsamen Ende des Prager Frühlings durch den Einmarsch der Warschauer-Pakt-Truppen emigrierte Kosta mit seiner Familie im September 1968 über Wien in die Bundesrepublik Deutschland. Er wurde zunächst Mitarbeiter am Institut für Sozialwissenschaftliche Forschung in München, bevor er 1970 an der Johann-Wolfgang-Goethe-Universität Frankfurt am Main zum Professor für sozialistische Wirtschaftssysteme berufen wurde. Nach der Samtenen Revolution 1989 engagierte er sich, weiterhin in Frankfurt wohnhaft, auch für den Aufbau marktwirtschaftlichen Strukturen in der Tschechoslowakei. Darüber hinaus setzte er sich für die Aussöhnung zwischen Deutschen und Tschechen und die Erinnerung an den Holocaust ein.
Kosta lebte bis zu seinem Tod mit seiner Frau in der Nähe von Frankfurt. Er war der Vater des Slawisten Peter Kosta und von Ivana Palek, die an der Karls-Universität Prag Pädagogik und Bohemistik studiert hat.

## Werke (Auswahl)
- Abriß der sozialökonomischen Entwicklung der Tschechoslowakei 1945–1977. Suhrkamp, Frankfurt am Main 1978, ISBN 3-518-10974-X.
- Wirtschaftssysteme des realen Sozialismus. Probleme und Alternativen. Bund, Köln 1984, ISBN 3-7663-0894-7.
- Nie aufgegeben. Ein Leben zwischen Bangen und Hoffen. Philo, Frankfurt am Main 2001, ISBN 3-8257-0242-1, Neuauflage 2004: ISBN 978-3-86572-242-3.
- Die tschechische/tschechoslowakische Wirtschaft im mehrfachen Wandel. Lit, Münster 2005, ISBN 3-8258-8739-1.
- Tschechische und slowakische Juden im Widerstand 1938 - 1945, als Herausgeber, Übersetzt von Marcela Euler, Metropol, Berlin 2008, ISBN 978-3-940938-15-2.